# Pirelli

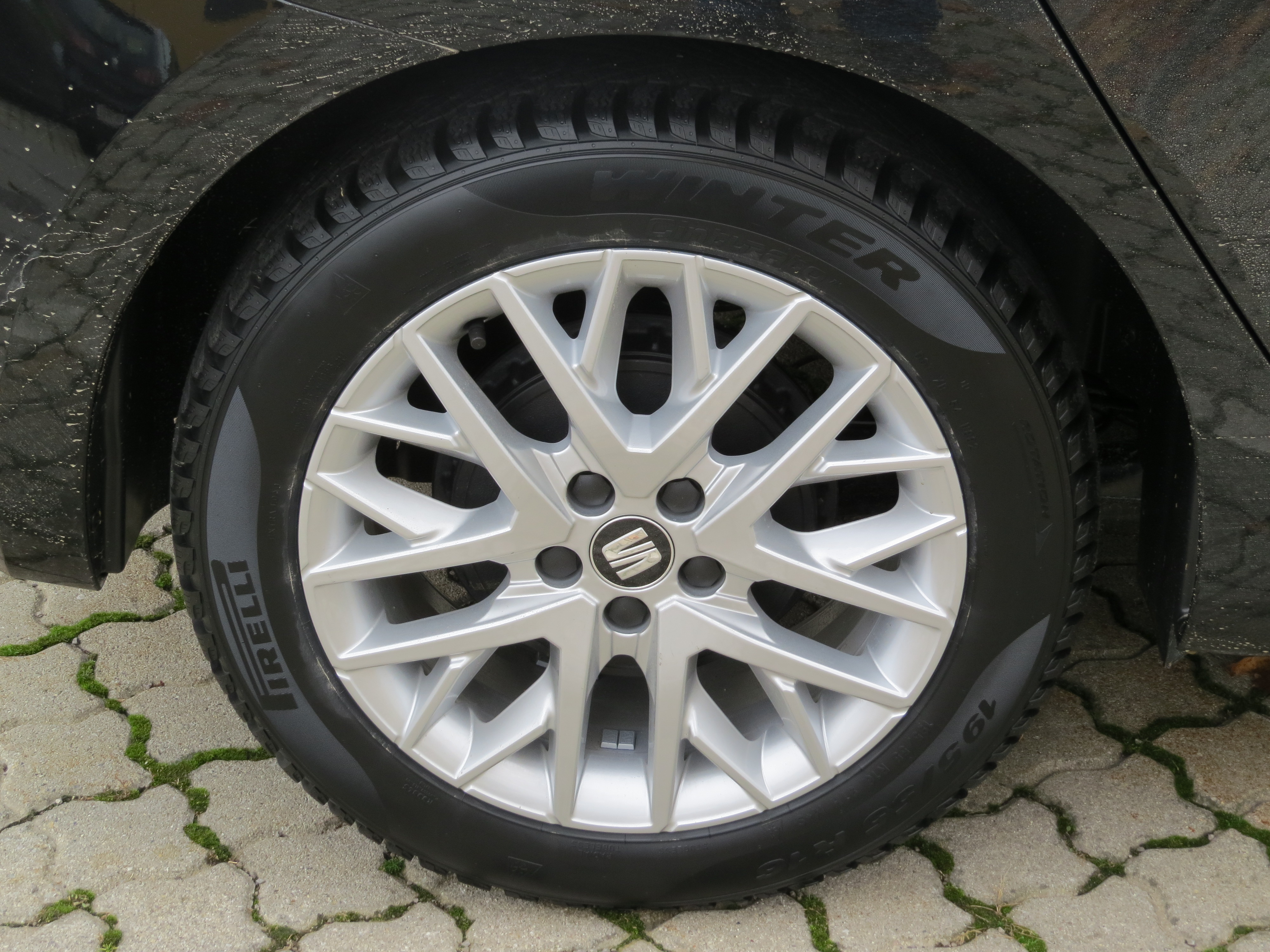
Pirelli Cinturato Winter 195/55 R 16 91 H

A Pirelli & C. SpA egy multinacionális vállalat, székhelye Milánóban, Olaszországban van. A cég a világon az ötödik legnagyobb gumiabroncs gyártó, több mint 160 országban van leányvállalata, 20 országban anyavállalata, melyek több mint 10 ezer munkást foglalkoztatnak.

## Története
A céget 1872-ben Giovanni Battista Pirelli alapította Milánóban. A Pirelli vállalatnak eleinte a búvárkodás terén volt nagy szerepe, hiszen légzőkészülékeket gyártott a búvárok felszereléséhez.

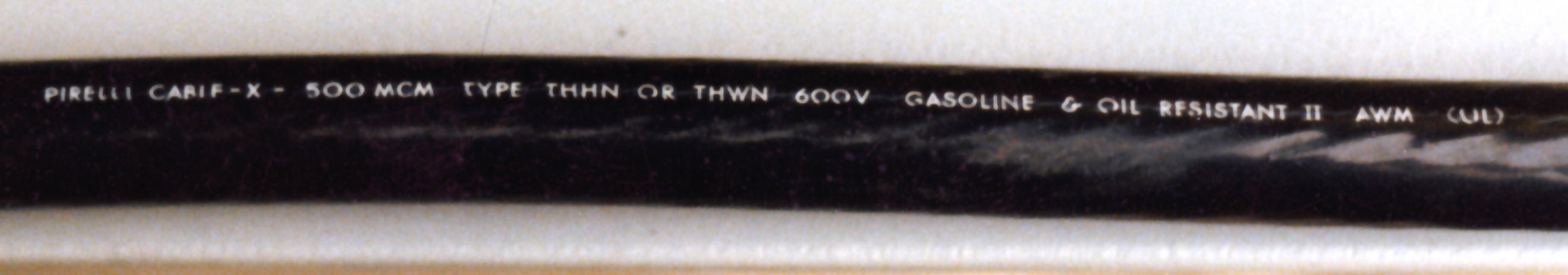
A Pirelli-kábel egyik 500 mm-es része

A vállalat tulajdonosa, Pirelli valójában gumiabroncsok előállítására és kábelek (távközlés) gyártásra törekedett, a cég létrehozta a Pirelli-kábelt, melynek 2005-ben a legnagyobb részvényese már a Goldman Sachs cég volt, később ez a vállalat is eladta a kábelt a Prysmian részvénytársaságnak.
Az 1950-es években Giovanni Battista Pirelli engedélyt kapott Alberto Pirelli alelnöktől, hogy létrehozza az első gumigyárt Milánó híres felhőkarcolójában, a Pirelli-toronyházban.

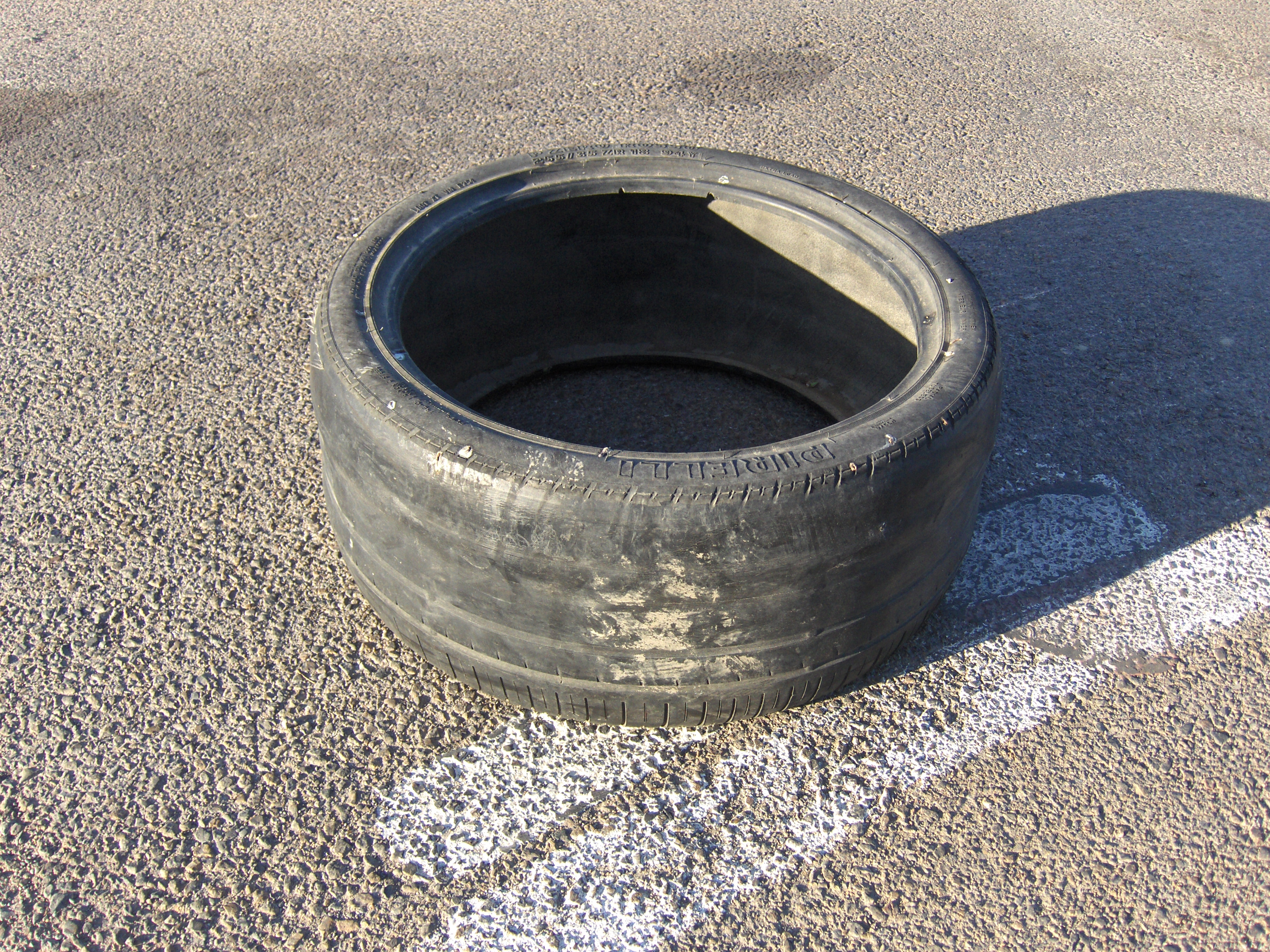
„Széles radiál” gumiabroncs

1974-ben a Pirelli gumigyár előállította az ún. „széles radiál” gumiabroncsokat. melyet először a Lancia Ralli-ban szereplő Lancia Stratos autóin alkalmaztak. Ebben a korban a slick gumikat használták leginkább, melyek széles, csökkentett oldalfalú, sima felületű gumik voltak, ezzel szemben a radiál gumiabroncsok keskenyebbek voltak, és hamar elveszítették a tapadásukat is. Mindkét gumiabroncs teljesen használhatatlan volt a Lancia Stratos autóin, míg a radiál gumiabroncsok gyakorlatilag 10 km alatt elkoptak, addig a slick gumikkal teljesen vezethetetlen volt az autó. A Pirelli ennek érdekében, szintén 1974-ben létrehozott egy új gumifajtát, mely sima, széles, csökkentett oldalfalú, sugaras szerkezetű. Ezt a gumit legelőször a Porsche gyár tesztelte a legújabb autóján, a Porsche 911-n.
Napjainkban ezek az abroncsok az autóversenyzés számos kategóriájában használatosak, valójában a slick gumi továbbfejlesztett változatai, az abroncs elnevezésén nem változtattak, maradt a slick kifejezés.

## Marketing
Néhány évtizede megjelent a Pirelli-naptár, mely számos híres színészt, illetve modellt foglalkoztatott. Közéjük tartozott Richard Avedon, Peter Lindbergh, Annie Leibovitz és Patrick Demarcheiler.
Továbbá megjelent a Nemzetközi Pirelli-díj is, amelyet évente osztanak ki a legjobb multimédiás kommunikációs vállalatnak az interneten.
A Pirelli Tyre Companyról-mely anyavállalattá nőtte ki magát- számos reklám jelent meg a televíziókban a hatalom ellenőrzés nélkül szlogennel.

## Szponzorálása

### A labdarúgásban
A Pirelli napjainkban is támogatója az olasz FC Internazionale csapatának. Először azonban a sportban a máltai labdarúgóklub, a Valletta FC mezein jelent meg a Pirelli felirat. A cég nem csak Európában, hanem Dél-Amerikában is jelentős szponzorbevételt jelentett a futballcsapatok számára. Támogatója volt a brazil Palmeiras, az uruguayi Peranol, valamint az argentin Vélez Sársfieldnek. Angliában a másodosztályú Burton Albion labdarúgócsapatának a stadionjának lett a névadója a vállalat. 2009-től a Pirelli lett a névadó szponzora  a kínai első osztálynak.

### Ralli
A Pirelli cég az olasz ralli támogatója, valamint az FIA által elindított egy kezdeményezést, hogy a fiatal autóversenyzők induljanak a versenyeken, a tevékenység neve Pirelli Star Driver.

## Szerepe a motorsportban

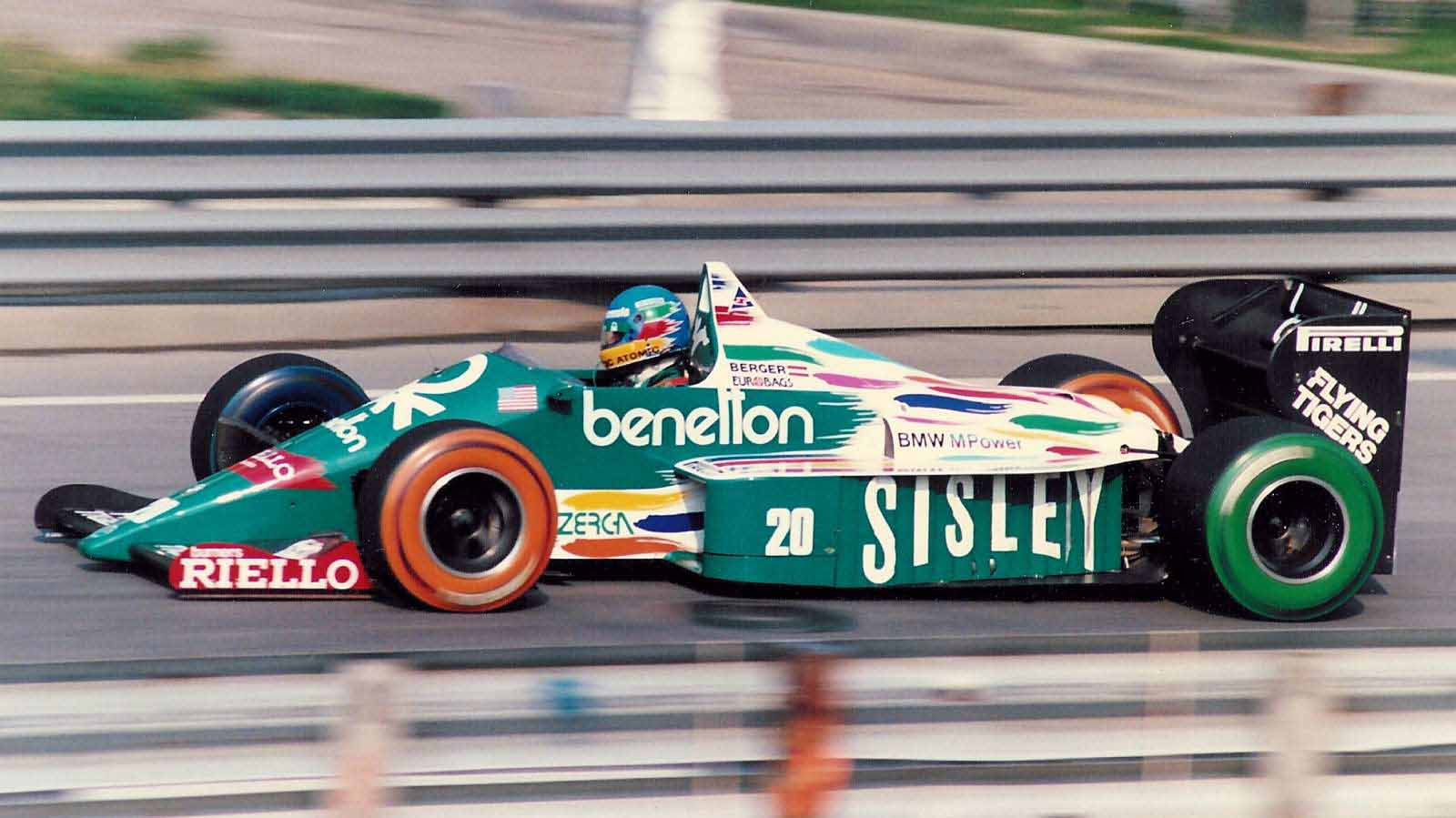
Pirelli gumik Gerhard Berger Formula–1-es autóján 1986-ban

A Pirelli az egyetlen gumiszállító a  FIM Superbike világbajnokságban 2007 óta. A cég elnyerte a pályázatát a Brit Superbike kategóriában is szintén a 2007-es évben, 2008-ban pedig már ő szállította a gumikat ide is. Pirelli az egyedüli gumiszállítója a WRC sorozatnak is a 2008-as évektől.
2010-ben, miután a Bridgestone bejelentette, kilép a Formula–1-ből, a Pirelli az egyetlen gumiszállítója a sportágnak. A Pirelli korábban már szerepelt az F1-ben 1950-1958, 1981-1986, valamint 1989 és 1991 között.

## Fordítás
- Ez a szócikk részben vagy egészben  a   Pirelli című angol Wikipédia-szócikk fordításán alapul.  Az eredeti cikk szerkesztőit annak laptörténete sorolja fel. Ez a jelzés csupán a megfogalmazás eredetét és a szerzői jogokat jelzi, nem szolgál a cikkben szereplő információk forrásmegjelöléseként.